# Веспрем (медьє)
Ве́спрем (угор. Veszprém) — медьє в західній Угорщині на північному березі озера Балатон. Межує з Ваш, Дєр-Мошон-Шопрон, Комаром-Естерґом, Феєр, Шомодь та Зала. Адміністративний центр — місто Веспрем.

## Міста
- Веспрем (столиця медьє)
- Папа
- Айка
- Варпалота
- Тапольця
- Балатонфюред
- Балатональмаді
- Зірц
- Шюмег
- Берхіда
- Девечер
- Херенд
- Бадачоньтомай

## Адміністративно-територіальний поділ
З 15 липня 2013 року в Угорщині вступило в силу поділ медьє на яраші замість застарілих районів (кіштершегів).
| №  | Яраш                     | Угорська назва      | Адміністративний центр | Громад | Громад | Населення | Площа   | Щільність | Карта |
| №  | Яраш                     | Угорська назва      | Адміністративний центр | Всього | Місто  | Населення | Площа   | Щільність | Карта |
| -- | ------------------------ | ------------------- | ---------------------- | ------ | ------ | --------- | ------- | --------- | ----- |
| 1  | Айкацький яраш           | Ajkai járás         | Айка                   | 11     | 1      | 39221     | 320,71  | 122       |       |
| 2  | Балатональмадіський яраш | Balatonalmádi járás | Балатональмаді         | 10     | 3      | 24999     | 239,76  | 104       |       |
| 3  | Балатонфюредський яраш   | Balatonfüredi járás | Балатонфюред           | 22     | 1      | 24366     | 357,74  | 68        |       |
| 4  | Девечерський яраш        | Devecseri járás     | Девечер                | 28     | 1      | 14753     | 421,73  | 35        |       |
| 5  | Папацький яраш           | Pápai járás         | Папа                   | 49     | 1      | 58848     | 1022,09 | 58        |       |
| 6  | Шюмегський яраш          | Sümegi járás        | Шюмег                  | 21     | 1      | 15007     | 306,41  | 49        |       |
| 7  | Тапольцяський яраш       | Tapolcai járás      | Тапольця               | 33     | 2      | 33901     | 540,30  | 63        |       |
| 8  | Варпалотаський яраш      | Várpalotai járás    | Варпалота              | 8      | 2      | 37384     | 294,28  | 127       |       |
| 9  | Веспремський яраш        | Veszprémi járás     | Веспрем                | 19     | 2      | 85573     | 629,61  | 136       |       |
| 10 | Зірцький яраш            | Zirci járás         | Зірц                   | 15     | 1      | 19334     | 331,02  | 58        |       |